# Mogul
Mogul (монг. Могул) — бренд монгольской компании MCS Electronics (монг. М-Си-Эс Электроникс), под именем которого компания занимается производством компьютеров, ноутбуков, нетбуков и смартфонов разработанных в Монголии. Это первая и единственная на настоящий момент марка монгольских смартфонов.

## История и основная информация
Компания MCS Electronics заявила о начале замены импортной продукции на национальную в 2008 году В том же году MCS Electronics LLC основали компьютерную фабрику Mogul. С 2010 года ноутбуки производятся серийно.
Проект Mogul полностью соответствует всем международным стандартам. Цели, которые перед собой ставит М-Си-Эс Электроникс — полностью заменить импортные ноутбуки и компьютеры на монгольском рынке. Ежегодно производится около 26 тысяч компьютеров.
С 2014 года под именем бренда был выпущен первый монгольский смартфон Mogul Sonor.

## Производство
Производство имеет 5 фаз технологической процедуры. Все компьютеры Mogul собраны из высококачественных деталей ведущих мировых поставщиков деталей, таких как Intel и Microsoft, и производятся через полностью автоматизированные производственные этапы, прохождение контроля качества, технологических процедур, а также лабораторных тестов. Это дает возможность устранить все проблемы, связанные с человеческими ошибками. Продукция Mogul имеет обычно 3 года гарантии.

## Продукция
- Ноутбуки и нетбуки: Mogul Workmate, Mogul Lifemate, Mogul Nationmate, Mogul Mediamate, Mogul Extreme
- Портативные компьютеры: Mogul PNS 1010, Mogul XM-919P[6]
- Смартфоны: Mogul Sonor